# Rafael Zornoza Boy

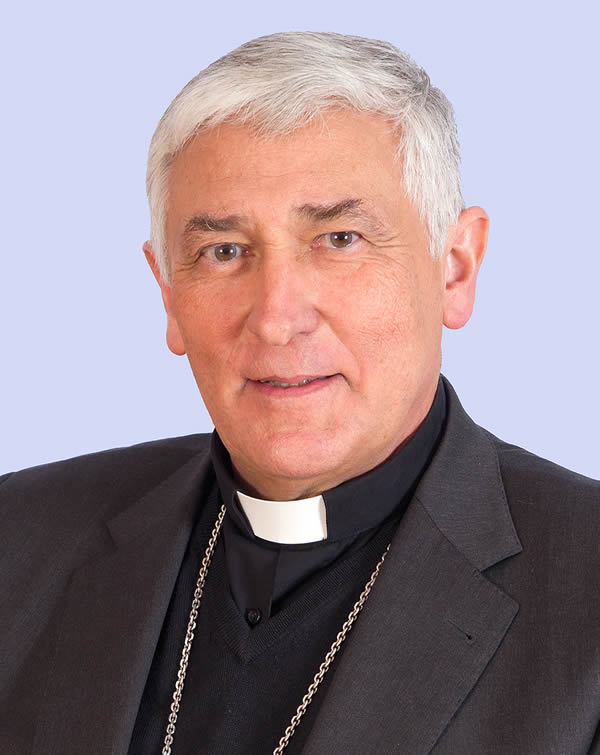
Bischof Rafael Zornoza Boy.

Bischofswappen von Rafael Zornoza Boy

Rafael Zornoza Boy (* 31. Juli 1949 in Madrid) ist ein spanischer Geistlicher und römisch-katholischer Bischof von Cádiz y Ceuta.

## Leben
Rafael Zornoza Boy empfing am 19. März 1975 die Priesterweihe. Er wurde am 23. Juli 1991 in den Klerus des Bistums Getafe inkardiniert.
Papst Benedikt XVI. ernannte ihn am 13. Dezember 2005 zum Weihbischof in Getafe und Titularbischof von Mentesa. Der Bischof von Getafe, Joaquin Maria López de Andújar y Cánovas del Castillo, spendete ihm am 5. Februar des folgenden Jahres die Bischofsweihe; Mitkonsekratoren waren Antonio María Kardinal Rouco Varela, Erzbischof von Madrid, und Manuel Monteiro de Castro, Sekretär der Kongregation für die Bischöfe und des Kardinalskollegiums. Als Wahlspruch wählte er Muy gustosamente me gastaré y desgastaré hasta dar la vida por vosotros.
Am 30. August 2011 wurde er zum Bischof von Cádiz y Ceuta ernannt.